# Leonard Woolley
Sir Charles Leonard Woolley (17. april 1880 – 20. februar 1960) var en britisk arkæolog, der er bedst kendt for sin udgravninger ved oldtidsbyen Ur i Mesopotamien. Han er anerkendt som en af de første "moderne" arkæologer, der udgravede metodisk, udførte detaljerede optegnelser og brugte dem til at rekonstruktioner viden om oldtidens liv og historie. Woolley blev slået til ridder i 1935 for sine bidrag til arkæologien.
Han var gift med den britiske arkæolog Katharine Woolley.

## Udgivelser
- Dead Towns and Living Men. Being Pages From An Antiquary's Notebook, Jonathan Cape, 1920
- Ur of the Chaldees, Ernest Benn Limited, 1938 [1929] republished by Penguin Books, revised 1950, 1952
- The Excavations at Ur and the Hebrew Records, George Allen and Unwin, London, 1929
- Digging Up The Past, 1930 , based on talks originally broadcast by the BBC
- Abraham: Recent Discoveries and Hebrew Origins, Faber and Faber London, 1936
- Ur: The first phases, Penguin Books Harmondsworth, 1946
- Syria as a Link Between East and West, 1936
- A Forgotten Kingdom, Penguin Books, 1953
- Spadework: Adventures in Archaeology, 1953
- Excavations at Ur: A Record of 12 Years' Work, 1954
- Alalakh, An Account of the Excavations at Tell Atchana 1937-1949, Oxford University Press, 1955
- History of Mankind, 1963  (with Jaquetta Hawkes)
- The Sumerians, 1965